# Cucciolo

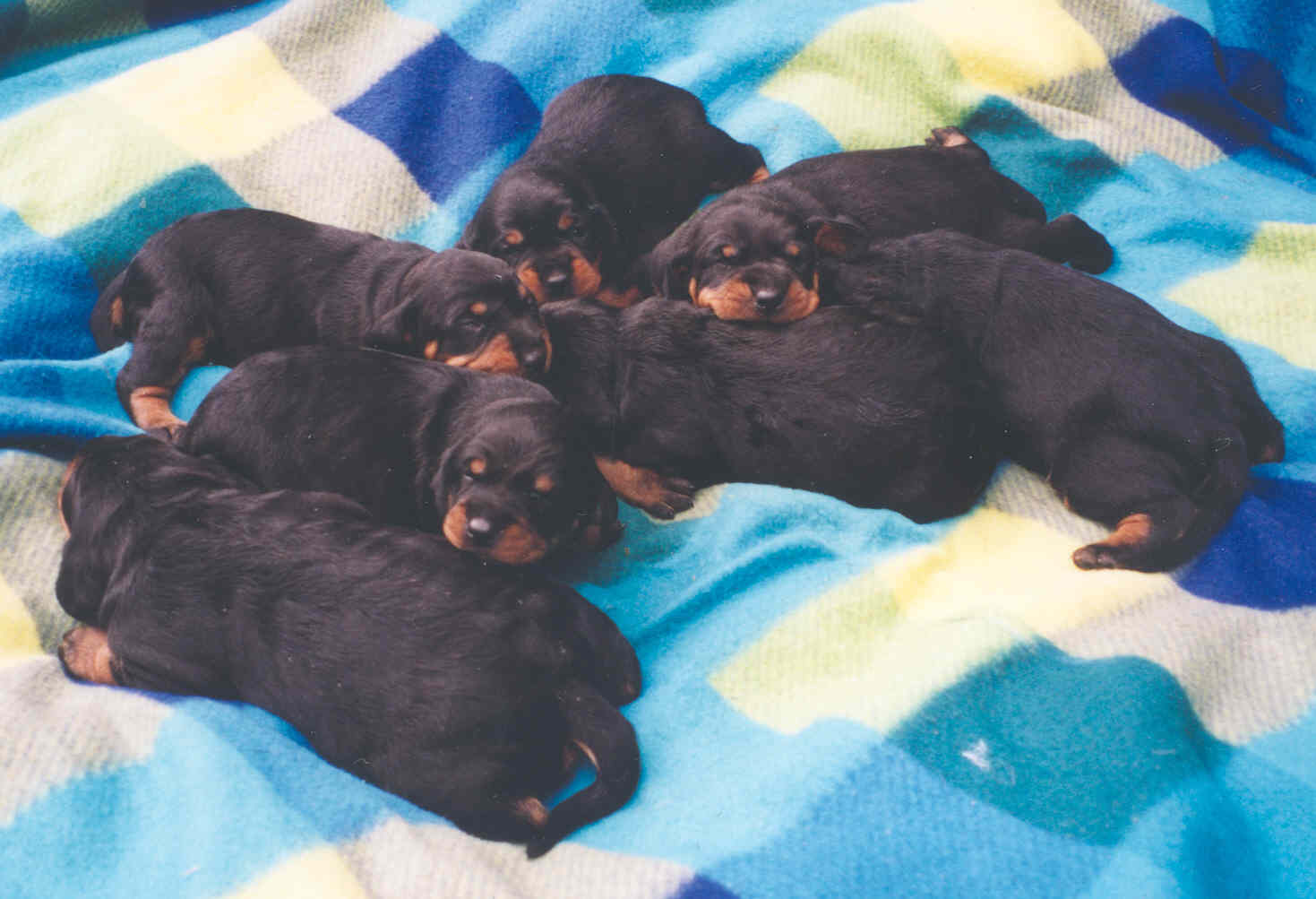
Cuccioli di cane

Il termine cucciolo viene genericamente indicato per definire alcuni animali al loro stato immaturo post-natale, l'equivalente di "bambino" nell'essere umano.
In biologia, e in senso più generale nel linguaggio comune, il termine cucciolo viene usato genericamente per riferirsi ai piccoli dei mammiferi. Questi ultimi presentano tipiche caratteristiche fisiche volte a suscitare tenerezza nell'adulto affinché si prenda cura di loro e ad impedire che vengano attaccati. 

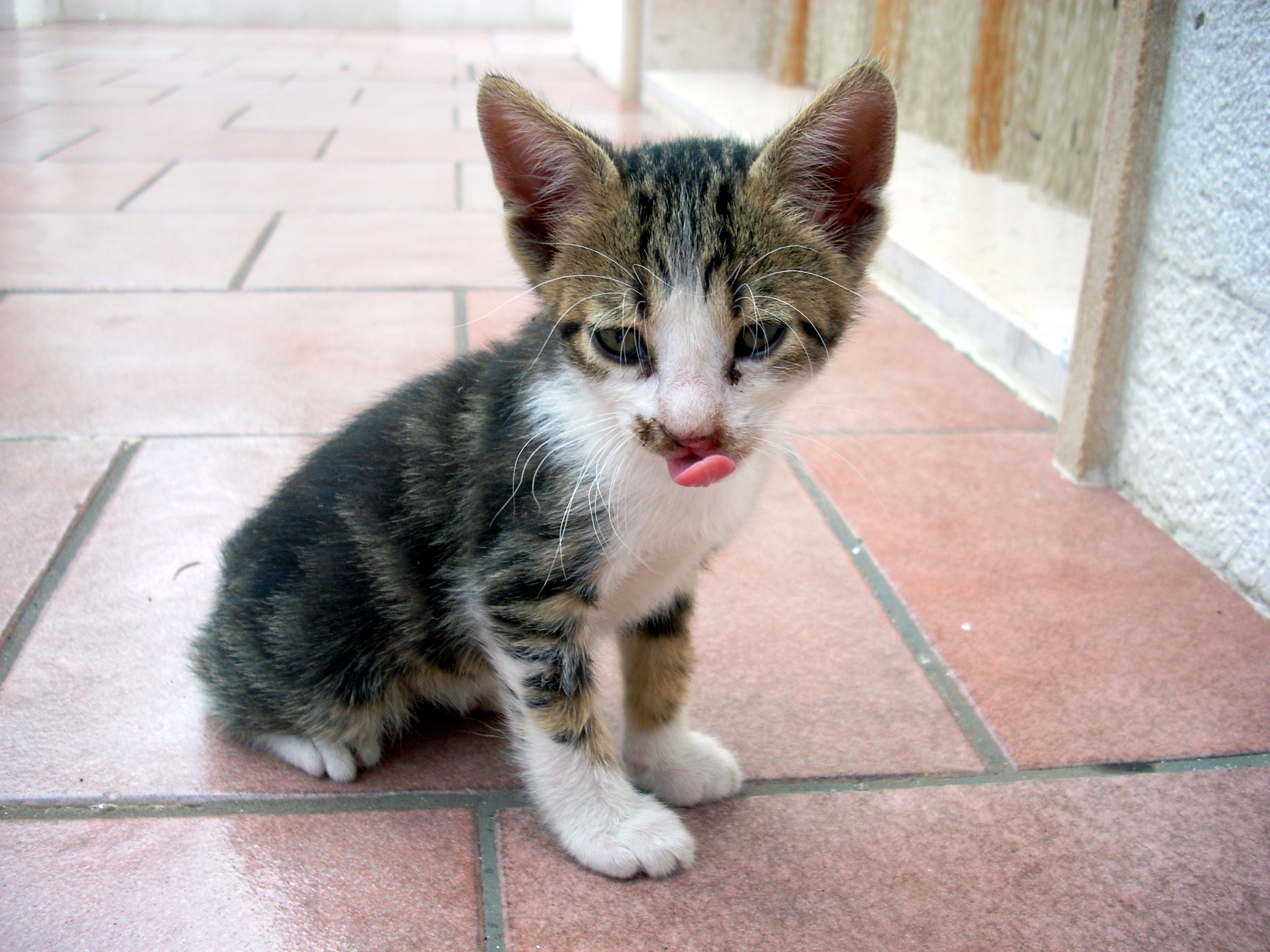
Cucciolo di gatto meticcio

Per gli altri animali di solito si usano altri termini: larve (o pupe, se in stato più avanzato) per gli invertebrati, avannotti per i pesci, pulcini o nidiacei per gli uccelli, girini o anche larve per molti anfibi.

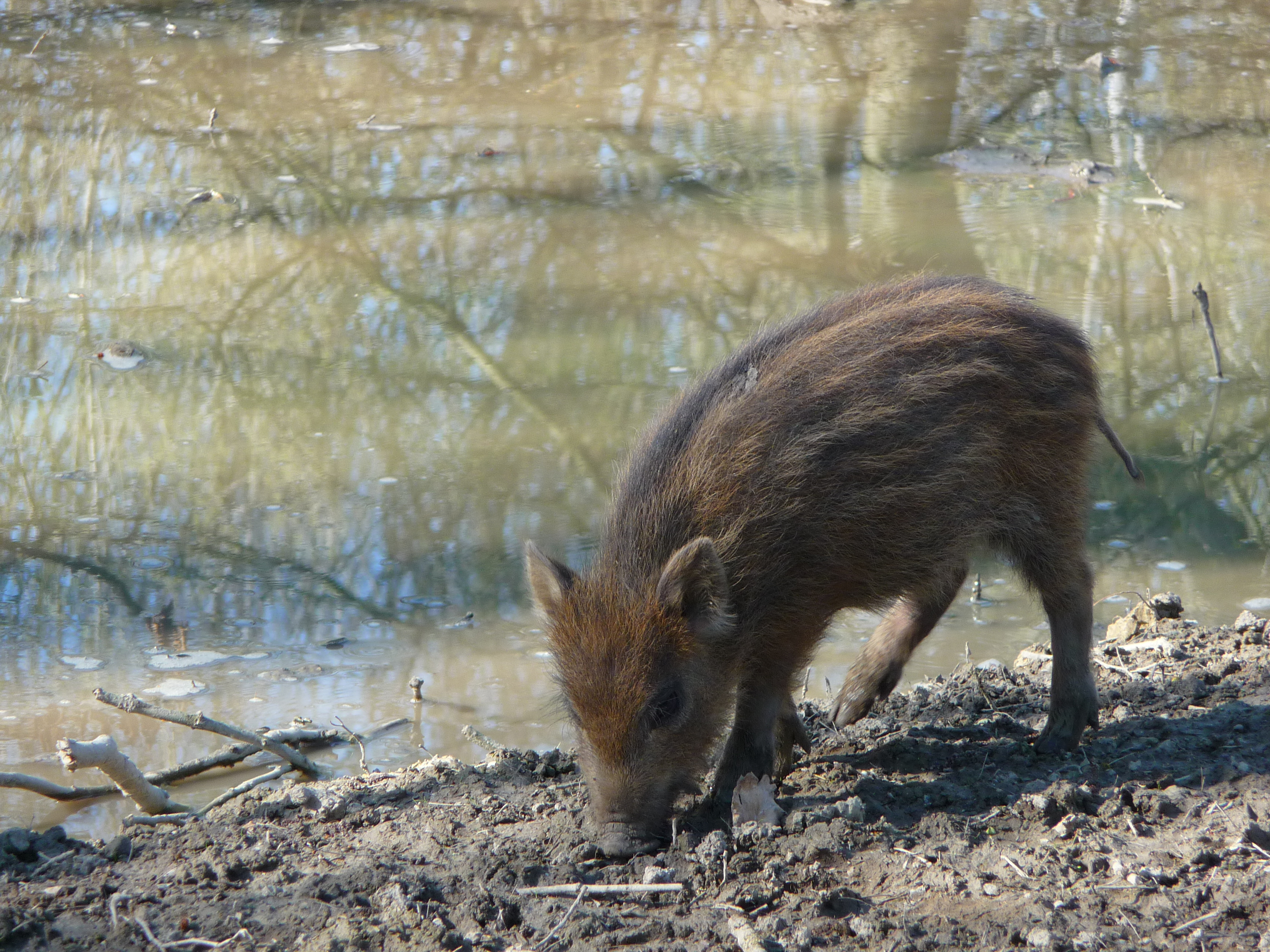
cucciolo di cinghiale